# Capparis lobbiana
Capparis lobbiana là một loài thực vật có hoa trong họ Capparaceae. Loài này được Turcz. mô tả khoa học đầu tiên năm 1854.